# Umalia tenuiocellus
Umalia tenuiocellus is een krabbensoort uit de familie van de Raninidae. De wetenschappelijke naam van de soort is voor het eerst geldig gepubliceerd in 1989 door Davie & Short.